# Rokan Koto Ruang
Rokan Koto Ruang is een bestuurslaag in het regentschap Rokan Hulu van de provincie Riau, Indonesië. Rokan Koto Ruang telt 2127 inwoners (volkstelling 2010).